# Байтерекский сельский округ (Алматинская область)
Байтерекский сельский округ — округ в Енбекшиказахском районе Алматинской области Казахстана. Байтерекский сельский округ был образован в 1928 году, состоит из трех населенных пунктов: село Байтерек (центр), село Алга и село Койшибек.

## Население
Население на 1 января 2019 года составляет 18 212 человек.

## Промышленность
По Байтерекскому сельскому имеется крупные перерабатывающие предприятия занимающиеся разработкой для промышленной выборки породы, каменный песок, ПГС , камней и т. д.

### Основные предприятия
- ТОО «Асфальтобетон» — количество рабочих мест 128 человек, объём перерабатываемой продукции в год составляет 440 тыс. м3 в год.
- ТОО «Кентас» — количество рабочих мест 114 человек, объём перерабатываемой продукции в год составляет 600 тыс. м3 в год.
- ТОО «АДСК» количество рабочих мест 92 человек, объём перерабатываемой продукции в год составляет 160 тыс. м3 в год, так же организация занимается изготовлением асфальта с объёмом 120 тыс. м3 в год.

Крупным изготовителем пластмассовых изделий (ящики, тазики и т. д.) является ТОО «AlphaPlast», количество рабочих составляет 98 человек, объём изготовляемой продукции составляет 250 тыс. штук в год.

## Сельское хозяйство
Основным направлением крестьянских и фермерских хозяйств является растениеводство и животноводство. По Байтерекскому сельскому округу числятся КРС-1891 голов, лошадей- 104 голов, овец и коз — 2939 голов, свинопоголовья −580 голов, птицы — 15559 голов.
По Байтерекскому сельскому округу крестьянскими хозяйствами выращиваются: ячмень — 520 га, кукуруза на зерно −1504 га, соя — 1120 га, Овощи всего- 216 га и бахчевые культуры — 90га, кормовые — 375 га .
В 2018 году товарищество с ограниченной ответственностью «Астык АгроП» Пак Олег посадил 2-га питомник (яблоко, ягода) и 20 га яблони. Все привлеченные инвестиции составили 16 миллионов 400 тысяч тенге. Индивидуальный предприниматель «МУРАТАгро» для жителей села открыл магазин с удобрениями, семенами и всеми необходимыми материалами для теплиц.
Так же по Байтерекскому сельскому округу развивается тепличное хозяйство, это : к/х «Ким» площадь теплиц 2 га, к/х «Азанбекова» с площадью 1,128 га, ТОО «БИФ» с площадью 1,223 га, к/х «Rafeagro» c площадью. 1,33 га. занимаются выращиванием огурцов, помидоров, обеспечением постоянными рабочими местами и обеспечением продовольственного пояса города Алматы.

## Малый и средний бизнес
В сфере малого и среднего бизнеса по сельскому округу зарегистрированы 205 индивидуальных предпринимателей из них в сфере обслуживания 121 в них занято людей 429. Данные села экономически тесно связаны с с. Байтерек, так как здесь проходит автотрасса Алматы-Хоргос и находятся карьеры перерабатывающие ПГС, станции технического обслуживания, супермаркеты, автозаправочные станции, рестораны, кафе, нотариус, дом быта, рынок и т. д.
2018 году по Байтерекскому сельскому округу ИП «Шағала Д» строительство дополнительного корпуса для столовой, парикмахерской и складских помещений на сумму 19 млн тг, ИП «Китадзе» строительство торгового магазина на сумму 20 млн тенге, крестьянское хозяйство «Ахмет Муратбек» строительство теплиц на сумму примерно 15 млн.тенге, ИП «Дайрабаев» строительство магазина 2 млн тенге, государственно частное партнерство детского сада «Айзере» 45 мест на 5 млн тенге, оптово розничный магазин «НҰР» на сумму 12 млн тенге за счет собственных средств запустили свои объекты.

## Бюджет и собственные доходы
За 2018 год план собственных доходов в сельский бюджет выполнен на 110 %, при плане 96 млн тенге поступило 101 млн тенге.
Расходы за 2018 год исполнены на 110 %, при плане 96 млн тенге израсходовано 91,9 млн тенге.
1. Земельный налог с физических лиц — прогноз составлял 4 млн. 700 млн тенге, выполнено в 5 млн. 213 тыс. тенге, на 110,9 %;
2. Налог на недвижимость — прогноз 1 млн. 258 тыс. тенге, в 2 млн 257 тыс. тенге, выполнено на 179,4 %;
3. Собранный транспортный налог прогнозируется в размере 40 млн. 477 тысяч тенге, исполнено 50 млн. 502 тысячи тенге, составил 123,8 %
4. Подоходный налог прогноз в 42 млн. 65 тысяч тенге, выполнено на 43 миллиона 389 тысяч тенге, составив 103,1 процента. Налоговые поступления выросли в 3,5 раза по сравнению с 2017 годом. Прогноз на 2019 год составил 107 миллионов 645 тысяч тенге, увеличившись на 15 процентов по сравнению с 2018-м годом.

## Социальная сфера
Численность экономически активного населения за 2018 год составило 10052 человек. Количество занятого населения составила 9849 человек, в том числе самозанятое — 2880 человек, из них продуктивные самозанятые — 1713, не продуктивные — 1167 человек.
В 2018 году численность безработных составило 298 человек, уровень безработицы — 2,9 %, молодежной безработицы — 1,6 %, женской безработицы — 1,3 %.
В 2018 году награды «Алтын алқа» и «Күміс алка» 5 человек.
В 2019 году на 1 июля по округу АСП нового формата назначена 162 семьямс доходами ниже черты бедности на 32,7 млн тенге.
В округе проживают 260 инвалидов и 1424 пенсионеров. Сумма полученных пенсии — 792 млн. 771 тысяча тенге.

## Образование
В округе действуют 4 школы, из них типовых — 3, 1 приспособленный.
1. КГУ СШ Аль Фараби год постройки 1975 г, здание типовое, проектная мощность на 800 мест. Предшкола 3 группы на 90 детей. Вид отопления — автономное. 1-11 классах всего 1330 учеников. Капитальный ремонт здания проведен в 2015 году.
2. КГУ СШ Байтерек год постройки 2016 г, здание типовое, проектная мощность на 600 мест. Предшкола 3 группы на 90 детей. Вид отопления — автономное. 1-11 классах всего 1198 учеников.
3. КГУ СШ Алга с ДМЦ год постройки 2018 г, здание типовое, проектная мощность на 300 мест. В школе имеется: миницентр — на 50 детей и предшкола 2 группы на 30 детей. Вид отопления — автономное. 1-11 классах всего 292 учеников.
4.КГУ СШ Койшыбек год постройки 1983 здание приспособленный, проектная мощность на 140 мест. Вид отопления — автономное. 1-11 классах всего 219 учеников. Предшкола 2 группы на 24 детей
Численность учащихся в округе составляет 3273учеников.
В 2 школах установлено 30 — интерактивных досок, 5 — мультимедийных кабинетов, 1лингофонный кабинет. Школы оснащены кабинетами новой модификации: химии — 3, физики — 3, биологии — 3. На сегодня все школы подключены к сети интернет, оснащенность компьютерами составила на 1 компьютер 10 учащихся.
В село Байтерек осуществляется подвоз 692 учащихся проживающие далеко от школ, для этого выделено 13 миллионов 916 тысяч тенге, расстояние 3,5 км.
Действуют 1 государственных детский садик: «Жұлдыз» на 75 мест, год постройки 1975, охвачено 75 детей. В селе Байтерек в рамках «государственно-частного партнерства» открыт детский сад «Айзере-2018» на 50 мест, в котором работают 24 человека, государственно-частного партнерства «Солнышко» на 100 мест, частный детский сад «Смайлик», «Радуга», «Нурайша» на 25 мест.
Здания детских садов по техническому состоянию не соответствует стандартам, требуется проведение капитального ремонта.
В округе численность детей от 3-5 лет — 484, из них дошкольным воспитанием охвачено 414 детей, или 85,5 %.